# O Dia que Durou 21 Anos
O Dia que Durou 21 Anos és una pel·lícula documental brasilera dirigida per Camilo Tavares que mostra la influència del govern dels EUA al cop d'Estat de 1964 al Brasil. Les cintes originals de la Casa Blanca amb John F. Kennedy i Lyndon Johnson, així com els documents de la CIA alt secret, revelen com el govern dels EUA va planejar derrocar el president electe brasiler João Goulart. La pel·lícula ha guanyat tres premis en cinemes de festivals internacionals, dos d'aquests als Estats Units i un a França.

## Sinopsi
El cop d'Estat de 1964 al Brasil (portuguès: Golpe de estado no Brasil em 1964 o, més col·loquialment, Golpe de 64) el 31 de març de 1964, va culminar amb l'enderrocament del president electe brasiler João Goulart per part de les Forces Armades. L'1 d'abril de 1964, els Estats Units van expressar el seu suport al nou règim militar.
El documental explora la implicació nord-americana en el cop d'estat que va culminar amb una dictadura brutal que duraria els propers 21 anys.
| LBJ receives briefing on Brazil. |
| |
| Lyndon B. Johnson rebent informació sobre els esdeveniments a Brasil el 31 de març de 1964 al seu ranxo de Texas amb el subsecretari d'Estat George Ball i el secretari adjunt per a Llatinoamèrica, Thomas C. Mann. Ball informa Johnson sobre l'estat dels moviments militars al Brasil per enderrocar el govern de João Goulart. |
| |

L'ambaixador nord-americà en aquell moment, Lincoln Gordon, i l'agregat militar, el coronel Vernon A. Walters, es van mantenir en contacte constant amb el president Lyndon B. Johnson a mesura que avançava la crisi.

## Premis
- Festival Internacional de Cinema de St Tropez (França), Millor documental estranger:
- 22è Festival Internacional de Cinema d'Arizona (EUA), Premi especial del jurat:
- 29è Festival de Cinema de Long Island (EUA), Premi Especial del Jurat de Long Island: